# Ultimatum (film, 1950)
Pour les articles homonymes, voir Ultimatum (homonymie).
Pour plus de détails, voir Fiche technique et Distribution.
Ultimatum (titre original : Seven Days to Noon) est un film britannique réalisé par John Boulting et Roy Boulting, sorti en 1950.

## Synopsis
Un scientifique anglais s'échappe d'un centre de recherche en emportant une bombe atomique. Dans une lettre qu'il envoie au Premier Ministre britannique, il menace de réduire à néant le centre de Londres si, dans un délai d'une semaine, le gouvernement n'annonce pas la fin des recherches dans le domaine. Des agents spéciaux de Scotland Yard essayent de dénicher et d'arrêter le savant fou, avec l'aide de l'assistant de ce dernier.

## Fiche technique
- Titre : Ultimatum
- Titre original : Seven Days to Noon
- Réalisation : John Boulting et Roy Boulting
- Scénario : Roy Boulting, Frank Harvey, James Bernard et Paul Dehn
- Images : Gilbert Taylor
- Musique : John Addison
- Production : John Boulting, Roy Boulting et Peter De Sarigny, pour Boulting Brothers et London Film Productions
- Montage : John Boulting et  Roy Boulting
- Décors : John Elphick
- Costumes : Honoria Plesch
- Pays d'origine : Royaume-Uni
- Langue : anglais
- Format : Noir et Blanc - 1,37:1 - Mono
- Genre cinématographique : Thriller
- Durée : 94 minutes
- Date de sortie :
  - 10 octobre 1950  Danemark
  - 30 octobre 1950  Royaume-Uni
  - 18 décembre 1950  États-Unis
  - 22 décembre 1950  France
  - 19 janvier 1951  Allemagne de l'Ouest

## Distribution
- Barry Jones : le professeur John Malcolm Francis  Willingdon
- André Morell : le commissaire Folland
- Hugh Cross : Stephen "Steve"  Lane
- Sheila Manahan : Ann Willingdon
- Olive Sloane : Goldie Phillips
- Joan Hickson : Mme Emily Georgina Peckett
- Ronald Adam : l'Honorable Arthur Lytton, le Premier Ministre
- Marie Ney : Mme Willingdon
- Wyndham Goldie : le révérend Burgess
- Russell Waters : l'inspecteur Davis
- Martin Boddey : le général Willoughby
- Frederick Allen : lui-même, un speaker de la BBC
- Victor Maddern : le soldat Jackson
- Geoffrey Keen : la grande gueule au pub
- Merrill Mueller : le commentateur américain
- Joss Ackland : le policier qui a une bonne idée

## Récompenses
prix reçu
- Oscars 1952 : Oscar de la meilleure histoire (Best Writing : Motion Picture Story), pour Paul Dehn et James Bernard.

nominations
- nommé pour le prix de la BAFTA du meilleur film britannique ;
- nommé au Festival de Venise 1950 pour le Lion d'Or : John et Roy Boulting.